# Diocesi di Taumaco
La diocesi di Taumaco (in latino Dioecesis Thaumacensis) è una sede soppressa e sede titolare della Chiesa cattolica.

## Storia
Taumaco, identificabile con Domokos, è un'antica sede vescovile della provincia romana di Tessaglia in Grecia, suffraganea dell'arcidiocesi di Larissa nel patriarcato di Costantinopoli. Nella Notitia Episcopatuum attribuita all'imperatore Leone VI (inizio X secolo), Taumaco appare al terzo posto tra le suffraganee di Larissa. Non si conoscono vescovi greci di questa sede prima del 1054.
In seguito alla quarta crociata (1204), fu eretta una diocesi di rito latino, chiamata Dimicensis o Domocensis. Sono note quattro lettere di papa Innocenzo III al vescovo di Domoco e al suo procuratore, scritte nel mese di luglio del 1208, dalle quali si evince che la mensa episcopale del vescovo appena eletto, di cui non è fatto il nome, era molto povera e il papa autorizzava il prelato a giovarsi dei benefici della chiesa Calidonensis. In un'altra lettera il papa ordina al connestabile di Tessalonica di restituire i beni che lui e i suoi hanno usurpato alla chiesa di Domoco.
Dal XVIII secolo Taumaco è annoverata tra le sedi vescovili titolari della Chiesa cattolica; la sede è vacante dal 21 novembre 1943.

## Cronotassi

### Vescovi latini
- Anonimo † (1208 - dopo il 1212)
- Orlando † (prima del 1318 - dopo il 1319)
- Marco Morelli, O.Carm. † (menzionato nel 1334 circa)
- Gualo †
- Giovanni † (? deceduto)
- Giovanni, O.F.M. † (26 gennaio 1366 - ?)

### Vescovi titolari
- Enrique Lasso de la Vega † (15 dicembre 1728 - ? deceduto)
- Ramón Falcón Salcedo † (25 novembre 1790 - 21 febbraio 1794 nominato vescovo di Zamora)
- Francisco Javier de Lizana y Beaumont † (18 dicembre 1795 - 11 agosto 1800 nominato vescovo di Teruel)
- József Király † (18 settembre 1807 - 11 gennaio 1808 nominato vescovo di Pécs)
- Mikołaj Jan Manugiewicz † (27 settembre 1822 - 19 dicembre 1825 nominato vescovo di Augustów)
- Justo Santa María de Oro y Albarracín, O.P. † (15 dicembre 1828 - 30 settembre 1834 nominato vescovo di San Juan de Cuyo)
  - Francisco Xavier, C.O. † (3 dicembre 1834, ma 11 gennaio 1834 deceduto) (vescovo eletto postumo)
- Vicente do Rosayro, C.O. † (23 dicembre 1836 - 29 aprile 1842 deceduto)
- Johann Georg Müller † (22 luglio 1844 - 4 ottobre 1847 confermato vescovo di Münster)
- John Thomas Mullock, O.F.M.Ref. † (14 dicembre 1847 - 14 luglio 1850 succeduto vescovo di Terranova)
- Georges-Claude-Louis-Pie Chalandon † (3 ottobre 1850 - 25 luglio 1852 succeduto vescovo di Belley)
- Imre Tóth † (25 settembre 1857[2] - 6 gennaio 1865 deceduto)
- Manuel Ignacio Riaño, O.P. † (31 agosto 1866 - 26 novembre 1884 deceduto)
- Peter Bourgade (Bougarde) † (7 febbraio 1885 - 10 maggio 1897 nominato vescovo di Tucson)
- Jean-Marie Simon, O.S.F.S. † (4 maggio 1898 - 21 novembre 1932 deceduto)
- Marie-Luc-Alphonse-Emile Barillon, M.E.P. † (10 gennaio 1933 - 27 luglio 1935 deceduto)
- Gustave-Georges-Arsène Vandaele, M.E.P. † (7 luglio 1936 - 21 novembre 1943 deceduto)